# 坦豪森 (巴登-符腾堡州)
坦豪森是德国巴登-符腾堡州的一个市镇。总面积17.74平方公里，总人口1843人，其中男性914人，女性929人（2011年12月31日），人口密度104人/平方公里。